# DreamHack

DreamHack winter 2004.

DreamHack (skrót: DH) – konwent graczy komputerowych i największe na świecie LAN party rozgrywane w Szwecji w mieście Jönköping. DreamHack wpisany jest do księgi rekordów Guinnessa jako największa impreza LAN-owa. Główne turnieje e-sportowe rozgrywane są cyklicznie, dwa razy w roku pod nazwami DreamHack Summer i DreamHack Winter.

## Historia
| Data                   | Miejscowość | Liczba graczy | Liczba konkurencji |
| ---------------------- | ----------- | ------------- | ------------------ |
| DH'94                  | Malung      | 40            | b.d.               |
| DH'95                  | Malung      | 80            | b.d.               |
| DH'96                  | Malung      | 120           | b.d.               |
| DH'97                  | Borlänge    | 750           | b.d.               |
| DH'98 (29 X – 1 XI)    | Borlänge    | 1800          | b.d.               |
| DH'99 (4 XI – 7 XI)    | Borlänge    | 3000          | b.d.               |
| DH'00 (30 XI – 3 XII)  | Borlänge    | 3000          | b.d.               |
| DH'01 (29 XI – 2 XII)  | Jönköping   | 5000          | b.d.               |
| DHS'02                 | Jönköping   | 3000          | b.d.               |
| DHW'02 (28 XI – 1 XII) | Jönköping   | 5000          | b.d.               |
| DHS'03                 | Jönköping   | 4000          | b.d.               |
| DHW'03 (27 XI – 30 XI) | Jönköping   | 5000          | b.d.               |
| DHS'04                 | Jönköping   | 4500          | b.d.               |
| DHW'04                 | Jönköping   | 5272          | b.d.               |
| DHS'05                 | Jönköping   | 5000          | 4                  |
| DHW'05 (24 XI – 27 XI) | Jönköping   | 7538          | 14                 |
| DHS'06 (17 VI – 20 VI) | Jönköping   | 5000          | b.d.               |
| DHW'06 (30 XI – 3 XII) | Jönköping   | 9184          | b.d.               |
| DHS'07 (16 VI – 19 VI) | Jönköping   | 6000          | b.d.               |
| DHW'07 (29 XI – 2 XII) | Jönköping   | b.d.          | b.d.               |
| DHS'08 (14 VI – 17 VI) | Jönköping   | b.d.          | 12                 |
| DHW'08 (27 XI – 30 XI) | Jönköping   | b.d.          | 6                  |
| DHS'09 (13 VI – 16 VI) | Jönköping   | b.d.          | 9                  |
| DHW'09 (26 XI – 29 XI) | Jönköping   | b.d.          | 14                 |

## Polscy reprezentanci
Polacy po raz pierwszy wystąpili w turnieju w 2007 roku. Od tego czasu zdobyli pięć złotych medali – w grach Counter-Strike, Quake Live, Quake III: Arena oraz StarCraft II: Wings of Liberty. Najwięcej reprezentantów wystąpiło w 2008 roku. O mistrzostwo walczyło 9 Polaków w 3 różnych konkurencjach.

### Zdobyte trofea

#### Złote
- Grzegorz „MaNa” Komincz – StarCraft II: Wings of Liberty (DreamHack Summer 2012)
- Maciej Krzykowski – Quake Live (DreamHack Winter 2010)
- Maciej Krzykowski – Quake Live (DreamHack Winter 2009)
- Maciej Krzykowski – Quake III: Arena (DreamHack Winter 2008)
- Mariusz Cybulski, Jakub Gurczyński, Filip Kubski, Łukasz Wnęk, Wiktor Wojtas – Counter-Strike 1.6 (DreamHack Summer 2008)

#### Srebrne
- Grzegorz „MaNa” Komincz – StarCraft II: Wings of Liberty (DreamHack Winter 2010)
- Piotr Podraza – Quake III: Arena (DreamHack Winter 2008)
- Grzegorz Kordek – Starcraft: Brood War (DreamHack Winter 2007)

#### Brązowe
- Mariusz Cybulski, Jakub Gurczyński, Filip Kubski, Łukasz Wnęk, Wiktor Wojtas – Counter-Strike 1.6 (DreamHack Winter 2008)